# 临平区
临平区，是中华人民共和国浙江省杭州市的一个市辖区。位於杭州市東北部，北接湖州市德清縣、南瀕錢塘江、西至京杭運河、東依嘉興市海寧市，區域总面積为286平方公里，區人民政府駐临平街道西大街33號。
2021年4月9日，杭州市调整行政区划，以原余杭区运河为界拆分出东部的临平区、西部的新余杭区，临平区人民政府驻临平街道西大街33号，下辖原余杭区的临平街道、东湖街道、南苑街道、星桥街道、运河街道、乔司街道、崇贤街道、塘栖镇。

## 历史

### 民国以前
临平之名，东汉时已见诸史册。临平得名于海迹湖临平湖（又名鼎湖、东湖），《三国志》记载：“赤乌十二年（249）六月戊戌，宝鼎出临平湖。”唐宋时通舟楫，为著名旅游胜地。周围居民多从事盐业，故唐时有盐监之设。以后，随着自然条件变迁，临平湖逐渐淤塞，形成平原，宜种棉麻桑菜等作物。临平也逐渐由盐市演变为商业集镇。
唐之前，属钱唐县。唐贞观四年（630）改属盐官县，置盐监。五代后梁龙德二年（922）属钱江县。北宋端拱元年（988）始建镇。天禧元年（1017）置都酒处，沽官酒。北宋太平兴国四年（979），钱江县更名仁和县。南宋绍兴十二年（1142），宋高宗赵构生母韦太后从金国南归，高宗亲自出行迎母，“车驾如临平，奉迎太后。”绍兴三十年（1160）置临平镇税监，兼烟火公事。明洪武十四年（1381）置税课局；后置临平铺司，设兵船，有事出海巡哨。

### 杭县时期
民国初废杭州府，置钱塘道。并钱塘县、仁和县两县为杭县。临平属杭县。
1953年12月，杭县县级机关由拱宸桥迁往临平后，临平逐步发展成为全县政治、经济、文化的中心。
1958年4月，杭县撤销，划为杭州市郊区。
1959年3月，杭州市郊区分成半山、拱墅两个联社；1960年1月，合并为钱塘联社（县级）。

### 余杭时期
1961年3月，原余杭县地域从临安县析出，并入钱塘联社（钱塘联社划出上泗公社全部、留下公社大部归杭州市）。4月，改县建制，定名余杭县。县城设临平镇，属杭州市。
至1987年末，余杭县行政区划为1个县直属镇（区级）临平镇，临平区、塘栖区、三墩区、余杭区、瓶窑区5个区。临平区为县辖区，辖4镇8乡，分别为双林乡、星桥乡、小林乡、乾元乡、翁梅乡、亭趾镇、五杭乡、博陆镇、九堡镇、大井乡、乔司镇、下沙乡，后来撤销。
1994年4月，撤销余杭县，设立余杭市。
2001年3月，撤销县级余杭市，设立杭州市余杭区，以原县级余杭市的行政区域为余杭区的行政区域。区人民政府驻临平镇。

### 临平区时期
2021年4月9日，杭州市调整行政区划，以原余杭区运河为界，拆分出东部的临平区，临平区人民政府驻临平街道西大街33号，临平街道、东湖街道、南苑街道、星桥街道、运河街道、乔司街道、崇贤街道、塘栖镇。

## 行政区划
截自2021年4月，临平区辖7个街道、1个镇：
| 临平区行政区划图                                | 临平区行政区划图 | 临平区行政区划图  | 临平区行政区划图 | 临平区行政区划图 | 临平区行政区划图 |
| ----------------------------------------------- | ---------------- | ----------------- | ---------------- | ---------------- | ---------------- |
| 塘 栖 运 河 崇 贤 临 平 东 湖 星 桥 南 苑 乔 司 |                  |                   |                  |                  |                  |
| 区划代码                                        | 区划名称         | 面积 （平方千米） | 邮政编码         | 社区数           | 行政村数         |
| 330113001                                       | 临平街道         | 35.22             | 311100           | 25               | 0                |
| 330113002                                       | 南苑街道         | 28.03             | 311100           | 26               | 0                |
| 330113003                                       | 东湖街道         | 14.15             | 311100           | 16               | 0                |
| 330113004                                       | 星桥街道         | 17.62             | 311100           | 15               | 0                |
| 330113005                                       | 乔司街道         | 30.12             | 311101           | 5                | 11               |
| 330113006                                       | 运河街道         | 40.42             | 311102           | 11               | 14               |
| 330113007                                       | 崇贤街道         | 38.62             | 311108           | 4                | 11               |
| 330113100                                       | 塘栖镇           | 79                | 311106           | 12               | 23               |

## 人口
截至2021年末，臨平區常住人口119.1萬人。截止2022年末，临平区户籍人口为60.24万人。

## 交通

### 铁路
由于2021年4月杭州市部分行政区划调整，自当年11月18日零时起，临平区南苑街道的原余杭高铁站更名为临平南站，站内可换乘杭海城际。

### 地铁

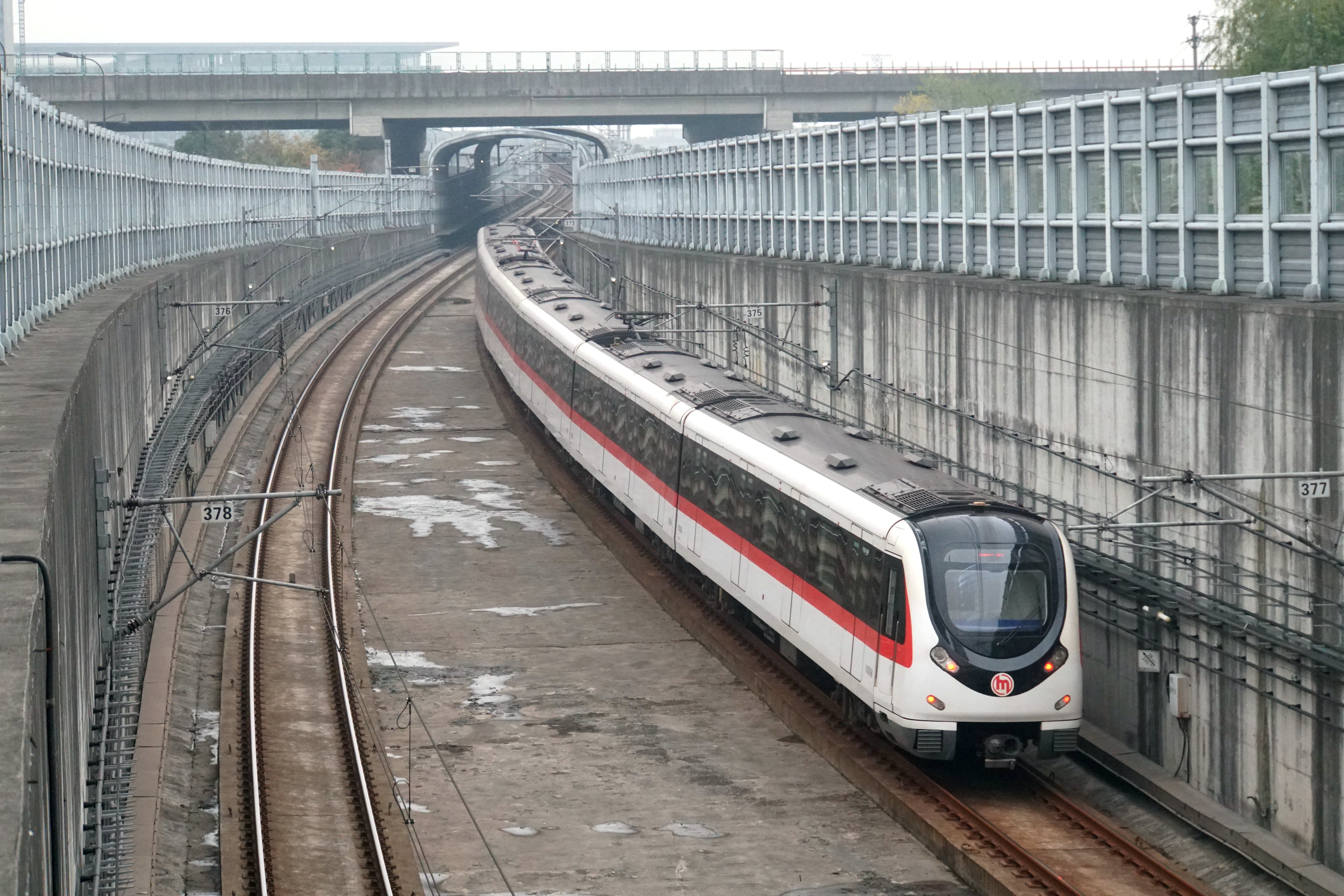
原属杭州地铁1号线临平支线（临平站至客运中心站）现已独立为杭州地铁9号线

临平区境内目前在运营有杭州地铁9号线，于2012年11月24日以杭州地铁1号线支线的名义开通运营临平段（临平站至客运中心站），于2021年7月10日独立成线 ，于2021年9月17日开通一期工程北段（龙安站至临平站），临平区共设站10座，分别为乔司南站、乔司站、翁梅站、临平南高铁站、南苑站、临平站、邱山大街站、荷禹路站、五洲路站、龙安站；以及地铁3号线，临平区共设2座车站，分别为黄鹤山站、星桥站。
杭州地铁四期中有“3号线二期、9号线二期、15号线二期、18号线”4条地铁线路位于临平。

## 经济
临平有628家规模以上工业企业，其中199家亿元以上、20家10亿元以上，17家上市企业。特色优势产业有高端装备智造、生物医药、新材料。龙头企业有老板电器、春风动力、贝达药业等。
2022年，临平GDP为1006.7亿元在杭州13个区县市中排名第8。2022年，临平一般公共预算收入135.6亿元，排名第7。2023年GDP为1067.3亿元。2024年GDP为1175.1万。

## 教育
临平的浙江省一级重点中学有1952年建立的杭州市余杭高级中学（浙江省临平中学）、1998年成立的余杭第二高级中学，以及2024年成立的杭州高级中学临平学校。
2022年8月，位于临平区东湖街道康泰路8号的浙江理工大学临平校区启用，这是临平境内的首家大学，浙理工的服装学院、艺术与设计学院、法政学院、史量才新闻与传播学院、国际时装技术学院、浙理工马兰戈尼时尚设计学院合计约8000名师生（占全校师生的三分之一），于2022年9月开始在此校区工作学习生活。

## 旅游

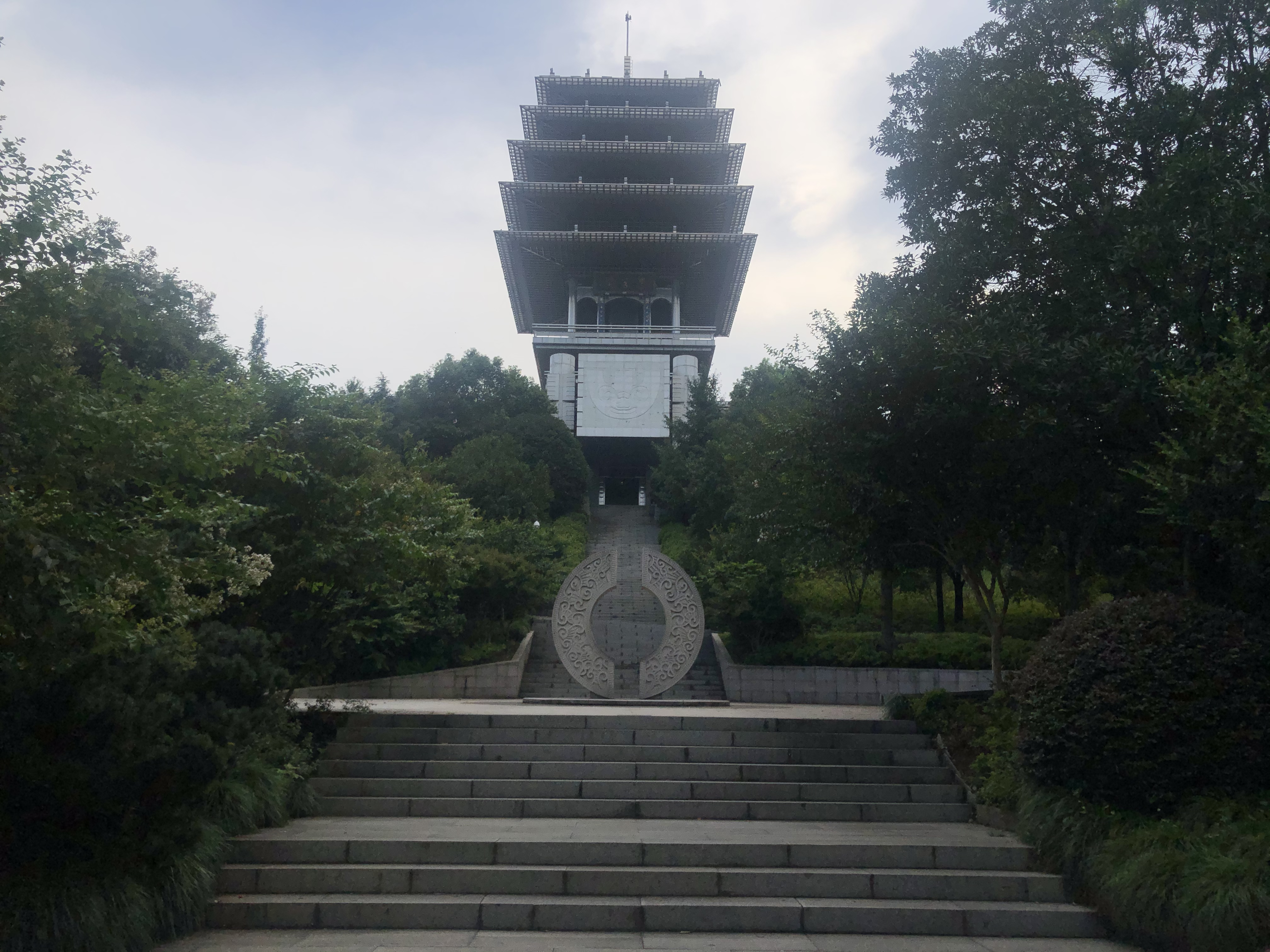
临平山东来阁

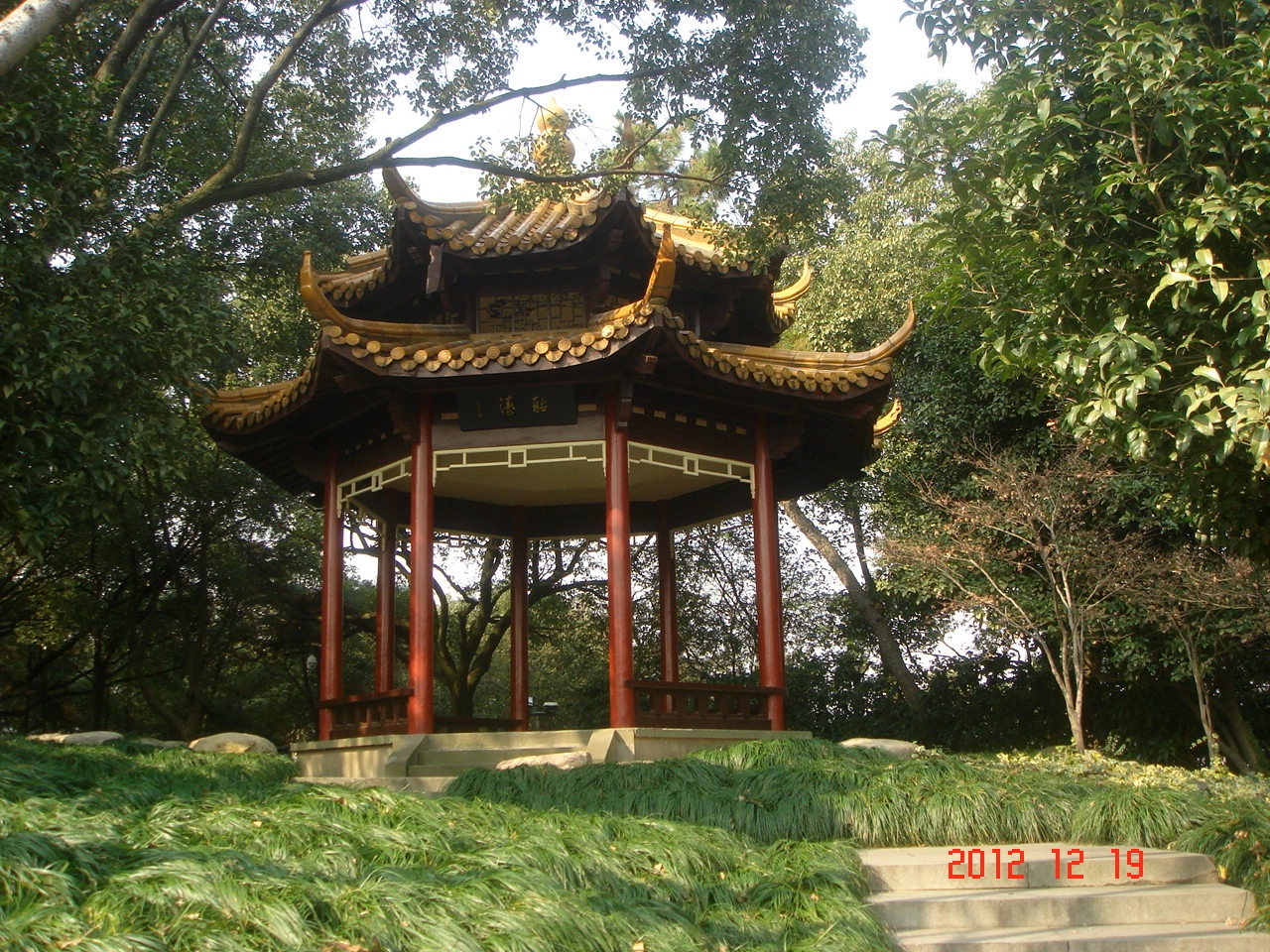
临平公园

塘栖古镇

- 超山风景区，国家4A级旅游景区，以梅花著称。主峰超峰，海拔260米。
- 丁山湖湿地，位于塘栖镇。
- 临平公园，位于临平山，4A级景区，山高217米。
- 塘栖古镇，始建于北宋，国家4A级旅游景区，占地面积约2.9平方公里，拥有包括广济桥、乾隆御碑、明清古建筑群、谷仓博物馆、何思敬纪念馆、临平方志馆等人文、自然景点12处。
- 中国江南水乡文化博物馆，又名临平博物馆，2003年底建成开放，2024年5月升为国家一级博物馆。[11]
- 临平古海塘博物馆，位于古海塘文化公园里，有6处不同种类的古海塘，2024年12月开馆。[12]
- 艺尚小镇，紧靠东湖公园，国家3A景区，时尚艺术特色，浙江省首批特色小镇，2015年10月开建，2016年9月开园。[13]
- 东湖公园，通过东湖运河段工程与运河相连。